# Adolfo Romainville Centeno
Adolfo Romainville Centeno (Cusco, 24 de julio de 1847-Cusco, ---) fue un hacendado y político peruano. 
Huérfano de padre desde 1847, fue criado por su madre María Ana Centeno Sotomayor y enviado, junto a su hermano Eduardo, a estudiar en Francia. A su vuelta, ambos hermanos se casaron con las hermanas Carmen y María Vargas de la Quintana, hijas de Mariano Vargas Hurtado, hacendado cusqueño. Asimismo, una de sus hijas se casó con Benjamín de la Torre, hijo de Benigno de la Torre del Mar. De esa manera se incrementó la fortuna de la familia que incluyó las haciendas Huadquiña, Huyro, Maranura, (en la provincia de La Convención), Aparquilla en la provincia de Anta, Chaulay, Umuto, Pucuto, Pistipata, Hipal que, en total, sumaban más de 500 000 ha (hectáreas).
Fue elegido diputado por la provincia de Quispicanchi en 1886 durante el gobierno del presidente Andrés Avelino Cáceres y reelecto en 1889 y 1892.